# Francesco Saverio Nitti
Francesco Saverio Nitti (19. července 1868 – 20. února 1953) byl italský politik a ekonom, člen Italské radikální strany. Byl premiérem své země od 23. června 1919 do 15. června 1920. Jako ekonom se zabýval problematikou rozvoje italského jihu.